# スティーブン・パドック
スティーブン・パドック（Stephen Craig Paddock、1953年4月9日 - 2017年10月1日）は、2017年10月1日の2017年ラスベガス・ストリップ銃乱射事件の容疑者。現地時間の夜10時8分から11時58分までの間、ラスベガスの野外コンサートの観客を標的とし、ホテル32階の部屋から無差別に銃を乱射した。この事件で60人が殺害され、867人が負傷した。その後、部屋で自殺したとみられる。

## 来歴
- 1953年、アメリカ合衆国アイオワ州で生まれた[6]。ベンジャミン・ホスキンス・パドックの四人の息子の一人である。
- 1969年、銀行強盗と脱獄により[7]、父親はFBIの指名手配リストに登録された[8]。
- 1977年、カリフォルニア州立大学ノースリッジ校商業管理系を卒業[9]。
- 1975年頃から1985年まで、郵便局などの連邦政府機関で勤務した[10]。
- 1985年以降、具体的な仕事の内容は不明。しかし、この間にカリフォルニア州、フロリダ州とテキサス州の多くの場所（ノースハリウッドを含む）で不動産を購入した記録がある[10][11]。
- 事件発生当時はラスベガス郊外のメスキートに在住[3]。

## 個人生活
パドックは、1977−1979年と1985−1990年に二度の結婚記録がある。
2016年にフロリダ州のメルボルンからネバダ州のメスキートに転住した。この都市はラスベガスの東北約80マイルのところに位置する。事件発生の後、隣人の男性は「ここで暮らして二年になるが、（容疑者を）一度も見たことがない」とインタビューに応えた。
警察によると、パドックは62歳のアジア系女性と交際している。しかし、この女性は「パドックの犯行計画についてはまったく知らない」と答えた。

## 銃乱射事件
2017年10月1日夜10時08分、ラスベガスの野外コンサートRoute 91 Harvestの2万2000人以上の観客に向かって、スティーブン・パドックはカジノや商業施設が多数集まる通り「ラスベガス・ストリップ」の近くにあるホテル「マンダレイ・ベイ・リゾート・アンド・カジノ」32階の部屋から自動小銃を連射した。
射撃は約9分から11分の間継続し、10時19分ごろに止んだ。61人（容疑者1人、事件後の2019年と2020年に合併症で死亡した2人を含む）が死亡し、867人が負傷した。
警察が入室したとき、パドックはすでに部屋で死亡していた（自殺と推定）。
その後、警察はホテルの部屋、メスキートにあるパドックの自宅とネバダ州のベーディ市で合計47丁の重火器を発見した。これはすべてパドックの所有する武器であり、ネバダ州、テキサス州、ユタ州、カリフォルニア州で買ったものである。
事件発生の後、テロ組織ISILは「この事件の責任は我々にある。彼は数か月前イスラム教に改宗した」と声明を出した。しかし、警察及びメディアはパドックとテロ組織の関係を見出していない。パドックの犯罪動機はいまだ不明であるという。